# Kakukk-hegy
A Kakukk-hegy (románul: Vf. Cucu) a Déli-Hargita legmagasabb pontja, egykori vulkán maradványa. A hegytetőn halad át Hargita megye és Kovászna megye határa. Északi oldalából ered a Barót-patak, amely az egykori vulkáni kráter lefolyása.
Csíkszentsimonból 12 km hosszú, sárga ponttal jelzett ösvény vezet a csúcsra. A túra 4 óra menetidejű. Az Aszó-patak völgyén és az Aladár-pusztán át vezető turistaút valamivel nagyobb távolságú, viszont könnyebb.
Büdösfürdőről is megközelíthető, gyalogtúrával, rövidebb útvonalon.

## Képek

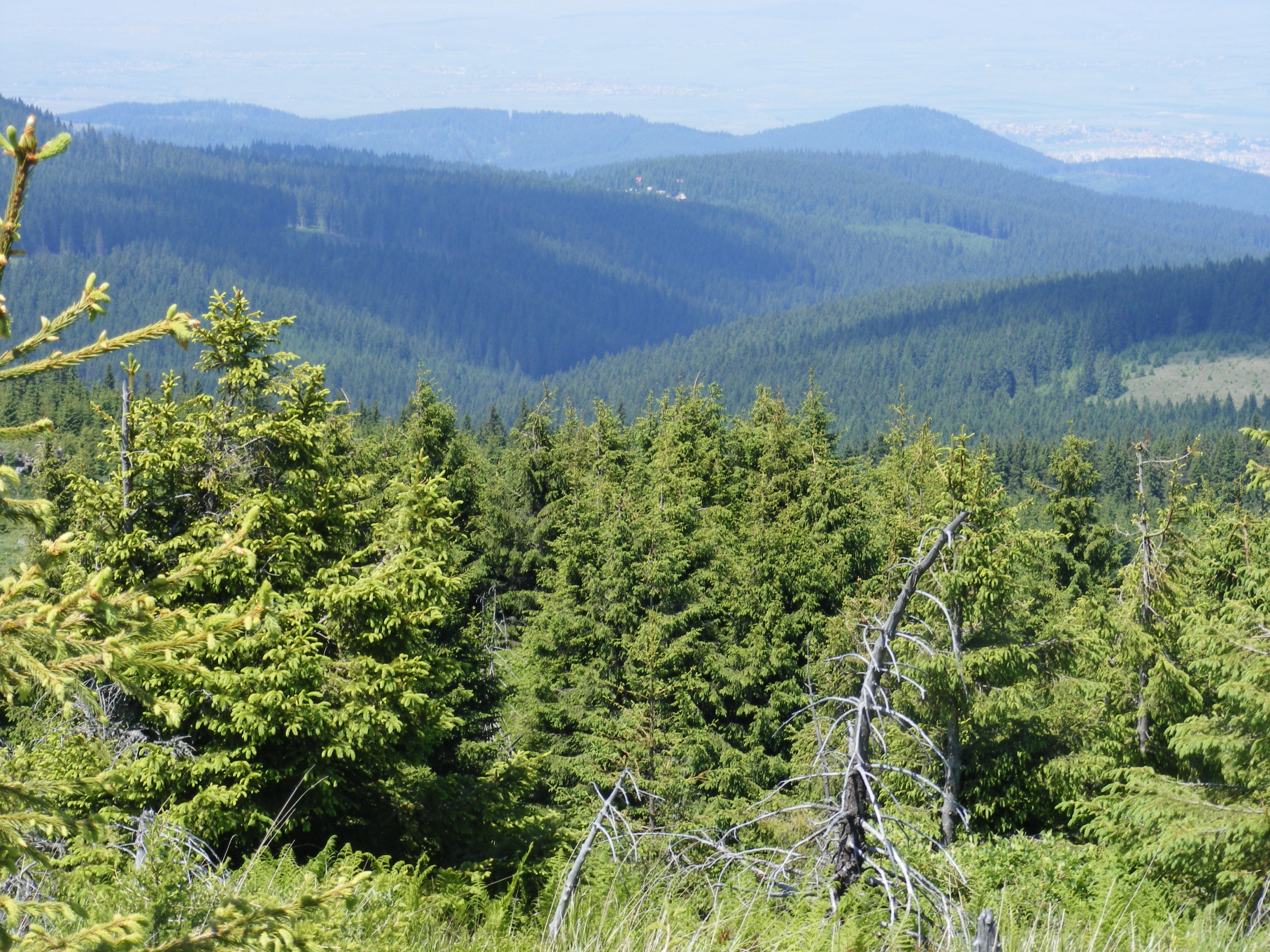
Kilátás a Kakukk-hegyről a Csíki-medence irányába
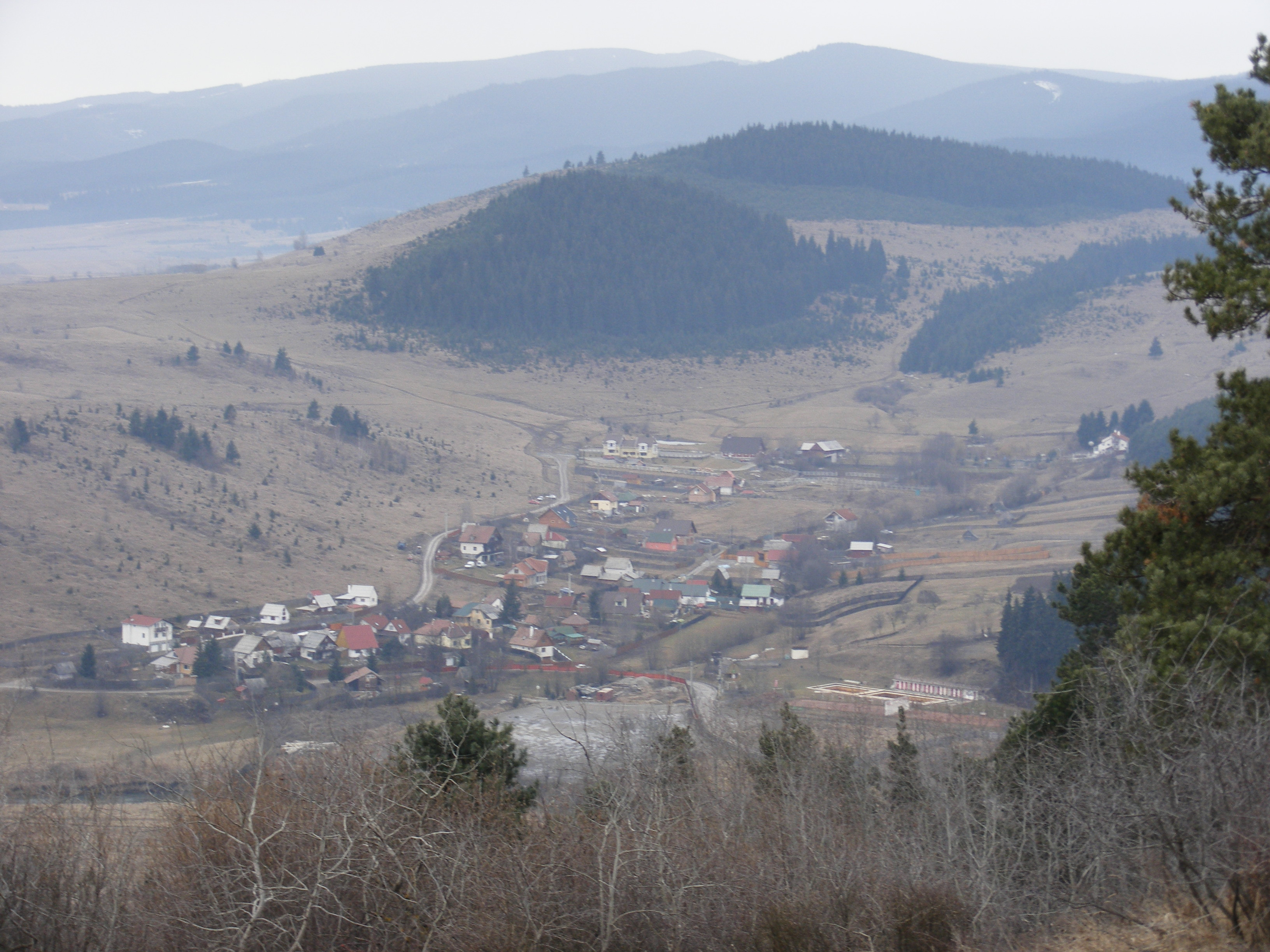
Zsögödfürdő, háttérben a Kakukk-hegy
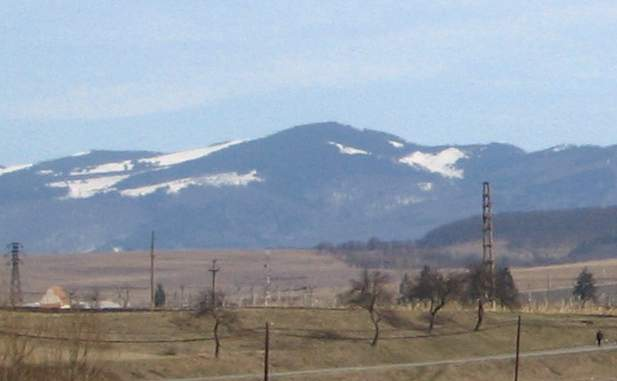
A Kakukk-hegy déli irányból
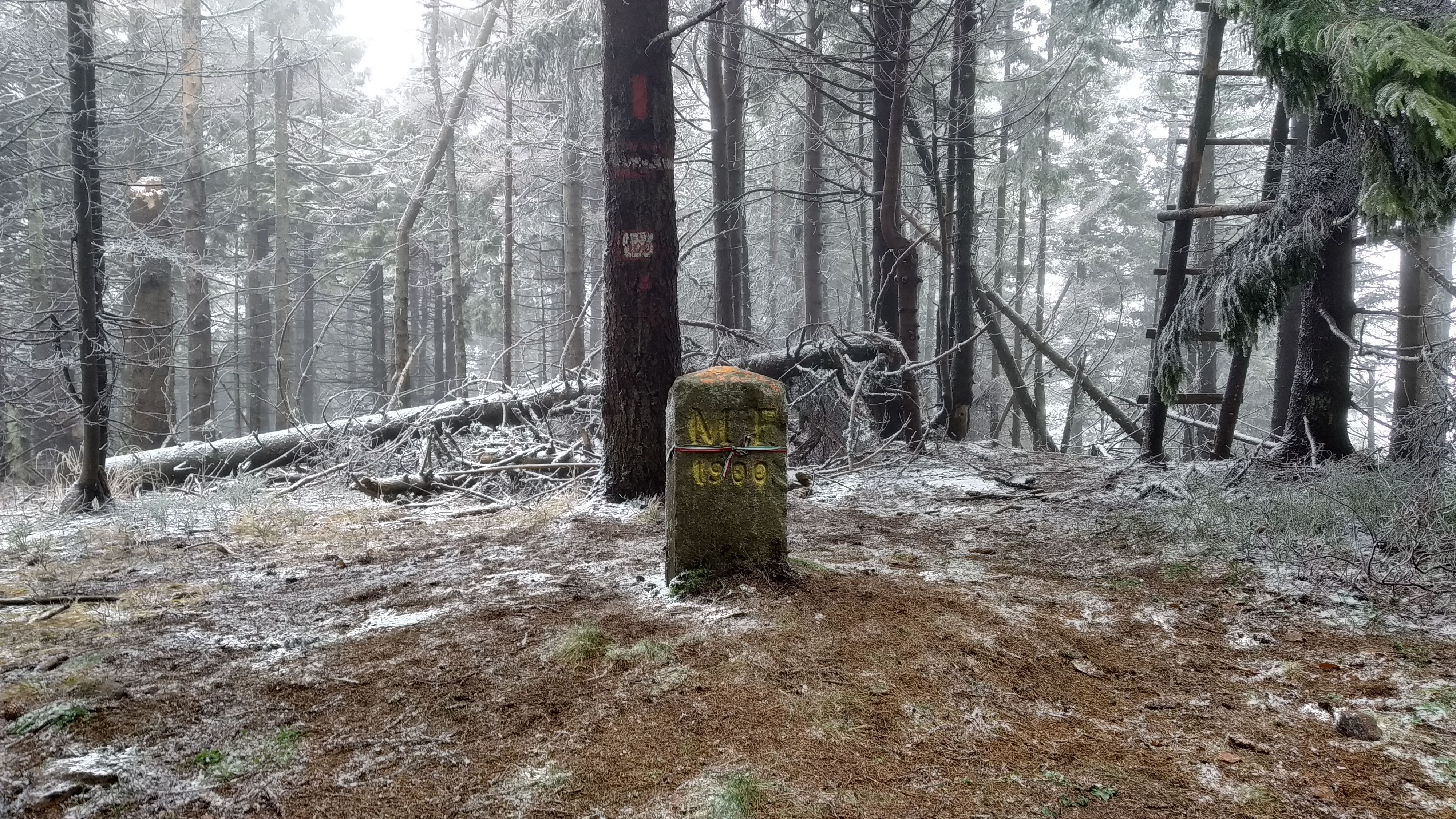
A Kakukk-hegy csúcsa novemberben